# خورشیدگرفتگی ۱۲ اوت ۲۰۶۴
خورشیدگرفتگی ۱۲ اوت ۲۰۶۴ (به انگلیسی: Solar eclipse of August 12, 2064) یک خورشیدگرفتگی از نوع خورشیدگرفتگی کامل است. این خورشیدگرفتگی در تاریخ ۱۲ اوت ۲۰۶۴ میلادی (‎۲۲ مرداد ۱۴۴۳ خورشیدی) روی خواهد داد که زمان اوج آن، ساعت ۱۷:۴۶:۰۶ به‌وقت ساعت هماهنگ جهانی است. مدت زمان و طول این خورشیدگرفتگی ۴ دقیقه و ۲۸ ثانیه خواهد بود.